# Фулеко

Талісман чемпіонату броненосець Фулеко

Фулеко (англ. Fuleco) — офіційний талісман Чемпіонату світу з футболу 2014, антропоморфний броненосець із м'ячем.

## Походження імені
Талісман отримав ім'я за результатами голосування на офіційному сайті ФІФА, в якому взяли участь понад 1,7 млн. людей. Варіант з ім'ям Фулеко набрав 48% голосів всіх респондентів. Позаду залишилися варіанти з іменами Зузеко (31%) і Аміджубі (21%). 
Ім'я талісмана Фулеко утворено від двох слів - футбол (Football) і екологія (Ecology). Крім того, суфікс "еко" популярний в Бразилії і використовуються в численних прізвиськах футболістів. 